# Phú Hội, Đức Trọng
Phú Hội là một xã thuộc huyện Đức Trọng, tỉnh Lâm Đồng, Việt Nam.

## Địa lý
Xã Phú Hội có diện tích 111,02 km², dân số năm 2022 là 24.626 người, mật độ dân số đạt 221 người/km².

## Hành chính
Xã Phú Hội được chia thành 15 thôn: Chi Rông, Lạc Lâm, Lạc Nghiệp 2, K'Nai, Phú An, Phú Bình, Phú Hòa, Phú Lộc, Phú Tân, Phú Thịnh, Phú Trung, Pré, R'Chai 1, R'Chai 2, R'Chai 3.

## Lịch sử
Ngày 11 tháng 12 năm 2015, HĐND tỉnh Lâm Đồng ban hành Nghị quyết số 151/2015/NQ-HĐND về việc:
- Thành lập thôn Phú Bình trên cơ sở một phần của thôn Phú An.
- Thành lập thôn R'Chai 3 trên cơ sở một phần của thôn R'Chai 2.